# اسکله لانزدیل
اسکله لانزدیل (انگلیسی: Lonsdale Quay) پایانه کشتی سی باس و تبادل اصلی حمل و نقل است که به شهرداری‌های ساحل شمالی مترو ونکوور خدمات می‌دهد. این اسکله در شهر نورث ونکوور واقع شده‌است. مؤسسه فناوری بریتانیا کلمبیا و بازار اسکله لانزدیل در مجاورت اسکله قرار دارند.

## ایستگاه‌های اتوبوس
| مسیر # | Bay # | توقف # | مقصد                               | یادداشت |
| ------ | ----- | ------ | ---------------------------------- | --- |
| R2     | ۳     | ۵۸۷۲۴  | ایستگاه تبادل پارک رویال           | - سرویس رپید باس |
| R2     | ۷     | ۵۴۴۱۰  | بورس فیبز                          | - سرویس رپید باس |
| ۲۲۸    | ۲     | ۵۴۱۹۶  | لین دره آندروود در دمپسی           | |
| ۲۲۹    | ۶     | ۵۴۱۳۴  | دره لین مرکز دره لین               | - خدمات را در امتداد لانزدیل تا خیابان ۲۹ ارائه می‌دهد |
| ۲۳۰    | ۸     | ۵۴۵۱۶  | لانزدیل بالایی چشم‌انداز در راک لند | |
| ۲۳۱    | ۴     | ۵۸۷۲۵  | کنار بندر دبیرستان بودول           | - حرکت فقط در ساعات اوج رفت و آمد انجام می‌شود |
| ۲۳۶    | ۱     | ۵۴۴۲۱  | کوه گروس                           | - سفرهای محدود صبح شنبه و یکشنبه به عنوان ارتفاعات پمبرتون ۲۳۶ انجام می‌شود |
| ۲۴۹    | ۵     | ۵۰۹۸۰  | دلبروک مونترویال در گلنکانیون      | - بعد از Montroyal و Glencanyon، مسیر اتوبوس به ۲۴۶ مرکز شهر/های لندز تغییر می‌کند. - ۶ سفر آخر در شب به مارین و گاردن ختم می‌شود - اولین سفر روز هفته صبح زود در مارین و گاردن خاتمه می‌یابد |